# Schlotzsky's
O Schlotzsky's é uma cadeia americana de restaurantes em regime de franquia, especializada em sanduíches e pizzas. A empresa tem a sua sede em Atlanta, Geórgia. A Schlotzsky's tem mais de 330 locais franquiados e propriedade da empresa em todos os Estados Unidos. A maioria dos locais situa-se no sul e sudoeste dos Estados Unidos, mas a empresa está a expandir-se para áreas em todo o país, particularmente no norte e sudeste.
A Schlotzsky's é agora propriedade da GoTo Foods.

## História
Em 1971, Don e Dolores Dissman fundaram a empresa numa "pequena loja" em Austin, Texas, em South Congress. O menu inicial consistia numa sanduíche, denominada "The Original", composta por uma mistura de carnes, queijos e azeitonas pretas num pão torrado acabado de fazer. Baseava-se na sanduíches muffuletta. "Em 1981, a empresa tinha 100 lojas franquiadas quando os investidores imobiliários, John e Jeff Wooley e Gary Bradley, compraram a empresa por menos de US$ 3 milhões. Bradley separou-se dos Wooleys em 1982, tendo Bradley ficado com o negócio imobiliário enquanto os Wooleys mantiveram a cadeia.
Os Wooleys expandiram o menu da Schlotzsky's para incluir pizzas especiais, wraps tostados, saladas, sopas e outros itens. Os Wooleys também abriram o capital da empresa em 15 de dezembro de 1995, negociando como BUNZ na NASDAQ.
A cadeia atingiu o seu pico em 2001 com 759 lojas e mais de US$ 400 milhões em vendas, quando as vendas nas mesmas lojas começaram a estabilizar. Em 2003, a empresa registou um prejuízo de US$ 11,7 milhões; como resultado, o conselho de administração da Schlotzsky's retirou os irmãos Wooley da gestão diária em 17 de junho de 2004 e nomeou Sam Coats como o novo diretor executivo da empresa. Os Wooleys acabaram renunciando do conselho de administração em julho de 2004.
Em 3 de agosto de 2004, a Schlotzsky's apresentou um pedido de proteção voluntária ao Capítulo 11 no Tribunal de Falências dos Estados Unidos em San Antonio, Texas, declarando um passivo de cerca de US$ 71,3 milhões e ativos de cerca de US$ 111,7 milhões.
A empresa deixou de ser negociada publicamente quando a Bobby Cox Companies adquiriu os activos da Schlotzsky's fora da falência. Sob nova propriedade e gestão, a Schlotzsky's passou dois anos a reforçar as suas operações de franquia e a reestruturar a marca. O novo proprietário geriu o negócio sob a entidade corporativa Schlotzsky's, Ltd. e começou a racionalizar o menu. A Schlotzsky's reforçou as operações de franquia e licenciou novos franquiados no Texas e noutros estados. A empresa também planeou a abertura de várias novas lojas próprias.
Em 21 de novembro de 2006, a Schlotzsky's foi adquirida pela Focus Brands, uma afiliada da empresa de capitais privados Roark Capital Group, empresa-mãe da Moe's Southwest Grill, Carvel, Cinnabon e Auntie Anne's. No ano seguinte, a empresa nomeou Kelly Roddy como presidente, que se juntou à Schlotzsky's vinda da H-E-B Grocery Company. Com Kelly a bordo, a Schlotzsky's planeou o crescimento e uma reimagem de todo o sistema, que incluiu restaurantes atualizados, menus melhorados, serviço de mesa e a adição da Cinnabon. A empresa remodelou locais em todo o país com um visual "Lotz Better", que incluía cores vivas e arrojadas, mobiliário e decoração com temas circulares e slogans divertidos.

## Slogan
O slogan atual é "It's a mouthful", lançado em 2021. Os anteriores slogans incluem "All 'Round, Lotz Better", "Lotz Better", "Every Bite Lotz Better", "Funny name. Serious sandwich", "No substituteskys" e "Just one sandwich, it's that good".